# Chetogena acuminata
Chetogena acuminata là một loài ruồi trong họ Tachinidae.